# بهراد حصاری
بهراد حصاری یکی از بازداشت‌شدگان خیزش سراسری ایرانیان در سال ۱۴۰۱ است. او در اعتراضات در شهرک اکباتان دستگیر شده‌است. اتهام وی از طرف دادگاه انقلاب شرکت در قتل یک طلبه بسیجی و محاربه می‌باشد.

## دستگیری و دادگاه
پس از دستگیری به همراه ۴ نفر دیگر (دستگیرشدگان پروندهٔ اکباتان)، او از داشتن وکیل دلخواه خود سلب شده‌است. روند دادرسی عادلانه در مورد وی صورت نگرفته‌است. با توجه به اتهام‌های وارد شده به وی، در صورت محکوم شدن، احتمال دارد او با حکم اعدام روبه‌رو شود.
میلاد قاسمی